# Stonařov

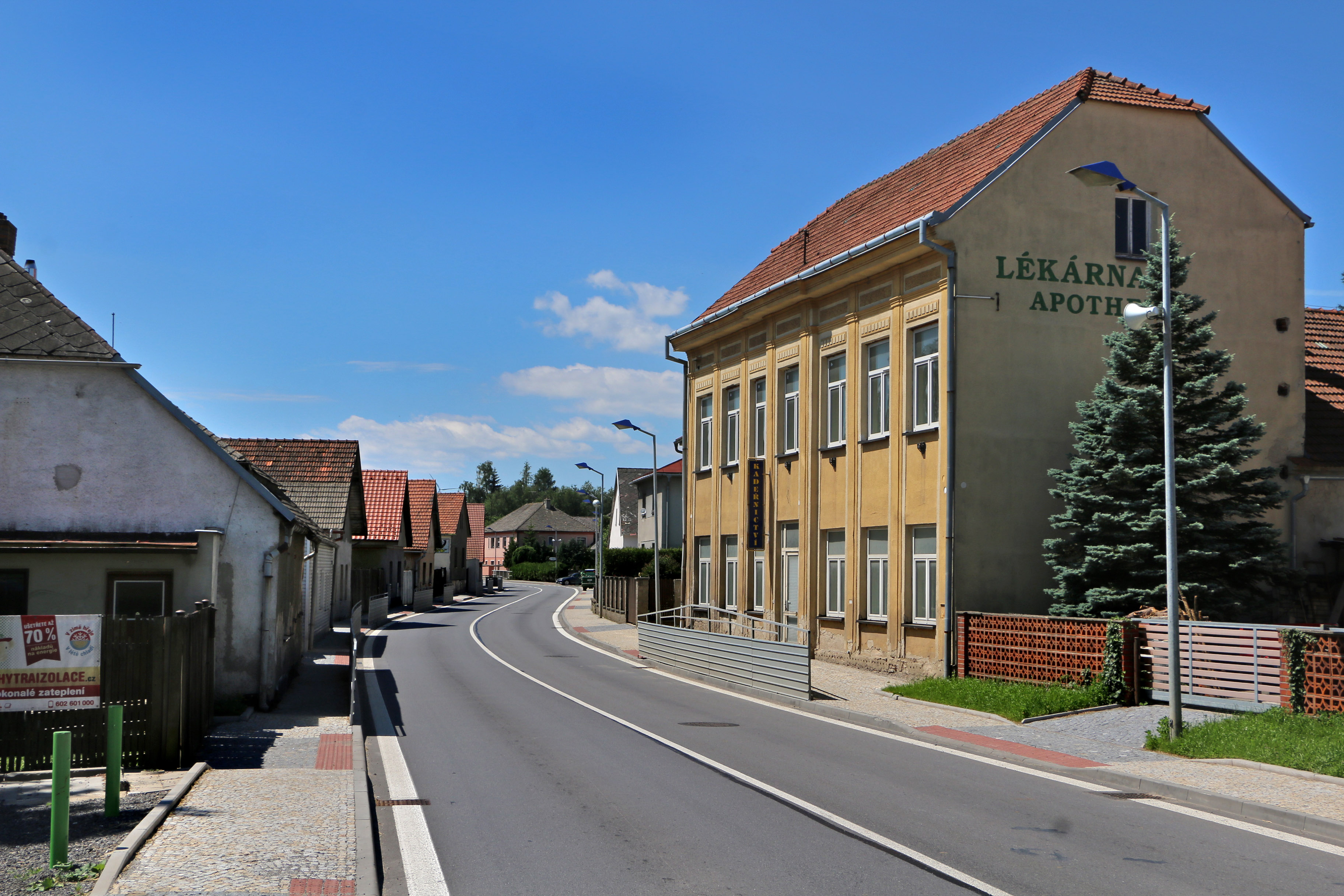
Die Hauptstraße

Stonařov (deutsch Stannern) ist ein Flecken in Mähren in Tschechien. Er liegt 13 Kilometer südlich des Stadtzentrums von Jihlava an der Jihlávka und gehört zum Okres Jihlava.

## Geschichte
Stannern wurde am Ende des 12. Jahrhunderts gegründet. Erstmals urkundlich erwähnt wurde es 1347, und 1367 bekam der Ort das Stadtrecht. Am 22. Mai 1808 wurde die Kleinstadt Ziel eines Meteoritenschauers. 1850 hatte Stannern 2009 Einwohner, doch die Bevölkerungszahl sank in den Folgejahren. Stannern lag im südlichen Zipfel der Iglauer Sprachinsel und war gemischtsprachig.
1900 und 1901 beschädigte ein großes Feuer die Stadt stark. Vor dem Ersten Weltkrieg war das Städtchen ein beliebtes Ziel für Touristen aus Wien. In der Tschechoslowakischen Republik verlor Stannern die Stadtrechte. Von Oktober 1938 bis April 1945 gehörte Stannern zum Reichsgau Niederdonau. Der deutsche Teil der Bevölkerung wurde 1945/1946 vertrieben. Seit 2006 ist der Ort wieder ein Městys.

## Gemeindegliederung
Der Městys Stonařov besteht aus den Ortsteilen Sokolíčko (Falkenau) und Stonařov (Stannern).

## Söhne und Töchter der Gemeinde
- Arthur Seyß-Inquart (1892–1946), NS-Politiker, Funktionär und Kriegsverbrecher